# اللامبالاة (رواية)

اللامبالاة (ألبرتو مورافيا) 1929

اللامبالاة (بالإيطالية: Gli indifferenti) رواية للكاتب الإيطالي ألبرتو مورافيا نشرت عام 1929م. بعد خمس سنوات في سرير المرض الأبيض، كانت سنوات من النقاهة ورحلة إلى شمال إيطاليا لاستكمال العلاج، وإلى جانب نصوص نشرها هنا وهناك في بعض الجرائد والمجلات الإيطالية، شرع ألبرتو مورافيا في كتابة روايته الأولى التي ظهرت عام 1929م للناشر «ألبس» في إيطاليا، وترجمت إلى الإنجليزية عام 1932م للناشر «دتون».

## خلفية كتابة الرواية
اجتمع بعض من الشباب الإيطالي واتفقوا على أن يقوم كل منهم بكتابة قصة، وكان ضمنهم الشاب البالغ من العمر 22 سنة، ألبرتو مورافيا. أرسل مورافيا قصته إلى الناشر الذي يقوم بالنشر باللغة الإيطالية والفرنسية، والذي نشر مورافيا من خلاله بعض قصص القصيرة في السابق، لكن الناشر رفض روايته باعتبارها "ضبابية الكلمات"، ولذلك قام والد ألبرتو مورافيا "السيد كارلو بينشرل بنشر الرواية بتكلفة مقدارها 5000 ليرة إيطالية، حيث لم تكن دور النشر في (ميلانو – ألب) راغبين في المخاطرة بمؤلف غير معروف.

## محتوى الرواية
نجح مورافيا في روايته في توضيح بواقعية كاملة تفاهة ونفاق مجتمع، مثل مجتمع البرجوازية، غير الأصيل، التقليدي، الذي يتضاعف فيه الخطأً، بما يفكر فيه كل طرف وما يقال في مناخ من الكذب المستمر. يعاني الشقيقان، لكنهما يتأقلمون بشكل سلبي بينما ليو، الشخصية المحصنة من أي تردد أو أزمة ضمير، مستعد بكل الوسائل لتحقيق أهدافه. في الوصف الذي قدمه مورافيا، يعكس الكراهية أيضًا في السمات الجسدية: المغطاة بالصلع المبكر، صاحبة الأحمر في الوجه، المبتذلة وغالبًا ما تكون فريسة للشهوة.

## أحداث الرواية
يعيش الشابين الاخوين كارلا وميشيل أردينغو غير قادرين على الشعور بمشاعر حقيقية، تحت رحمة الملل، واللامبالاة في مواجهة تراجع الجوانب الاجتماعية والاقتصادية لأسرهم، وتعيش أمهم الأرملة ماريا غرازيا الحياة العادية، وترتبط بالكليشيهات الأخلاقية للبرجوازية، وفي حالة من الجهل. في يوم عيد ميلاد كارلا الرابع والعشرين، يحاول ليو ميروميتشي (عشيق والدتها ماريا غرازيا) استغلال الشابة وجعلها ثملة، لكن محاولته فشلت لأن كارلا شعرت بالمرض والقيء. في هذه الأثناء، ترى ماريا جرازيا أن عشيقها يتجاهلها، مقتنعة بأن لديه امرأة أخرى ودون أن تدرك الموقف تعتقد أن هذه هي صديقتها الشابة ليزا التي تحب ميشيل، وهي ضعيفة مثل كارلا. يشعر ميشيل بعدم التسامح مع كل ما يحيط به، ويدرك أن ليو يصادق والدته للاستيلاء على فيلا العائلة، إلا أنه غير قادر على الرد. يدرك ميشيل الجاذبية التي تشعر بها ليزا تجاهه، لذا فهو يسمح لنفسه بالتودد لها أحياناً، دون إظهار أي علامة على تفاعله عاطفياً معها. تنزعج ليزا، في هذه الأثناء، من لامبالاة ميشيل الواضحة تجاهها، وتريد مضايقته، حتى أنها تبلغه بعلاقة كارلا السرية مع عشيق والدتهما. صُدم ميشيل بهذا، لكن الغضب الذي أظهره لم يكن صادقً، حتى صورة أخته التي انتهكها ليو لم تنجح في إزعاجه من اللامبالاة.
يشعر ميشيل بأنه مضطر لمواجهة ليو أخيرًا للانتقام لشرف العائلة، وبعد أن يحصل على مسدس، يذهب إلى منزل ليو بنية إطلاق النار عليه. يخرج مذلًا وخاسرًا، حيث إنه يطلق النار عليه ناسياً تحميل السلاح. يطلب ليو من كارلا الزواج منه لمنع بيع الفيلا في مزاداً علنياً. تنجذب كارلا إلى فكرة حياة جديدة للأثرياء والطبقة الوسطى، التي تضمن الرفاهية لنفسها وأمها وشقيقها على الرغم من ازدرائها وعدم حبها لليو، وتقبل عرض الزواج ببرود. تنتهي الرواية بنهاية معلقة حيث تذهب كارلا وماريا غرازيا إلى حفلة تنكرية، ولم تبلغ كارلا والدتها بعد بقرارها الزواج من ليو.

## مقتطفات من الرواية
كتب مورافيا عن موقف تلاعب ليو بالأم والابنة:
"كانت نيتها الغامضة أن تصد ليو في بادئ الأمر ثم تستسلم له بعد ذلك، ربما لكي تجد الوقت لتقيس أبعاد المغامرة التي ستقدم عليها وربما بحركة من الدلال، وراحت تقاوم عبثا، في صوت ضعيف حافل بالقلق واليأس وهي تتمتم في رجاء لا جدوى منه "لنبق صديقين يا ليو" صديقين حميمين كذي قبل.. ولكن كان في مسلكها وفي
مقاومتها الضعيفة ومحاولتها في أن تشد على جونلتها لكي تغطي ساقيها. كان في كل ذلك شئ من العار والاضطراب لا يمحوه مجرد الإفلات من ليو ومن عناقه.
وقال ليو في لهجة تنم عن شئ من المرح: صديقان... بل إننا أكثر من صديقين.. (وراح يلوي الجونلة بيده) صديقان يا كارلا... صديقان.
وشد على أسنانه وقد هاجت كل مشاعره بملامسة هذا الجسد الذي يشتهيه، وتكوم في آخر الأريكة لكي يفسح لها مكانا وهو يقول لنفسه «أخيراً... إنك لي» وما لبثت أن أحنت رأسها تحت المصباح عندما تناهى إلى أذنيها صوت باب يفتح في آخر الغرفة المظلمة، وأدرك كل منهما أن شخصا دخل.
كانت الأم هي التي دخلت. وأحدث قدومها تغييرا في مسالك ليو، فقد أضطجع إلى الوراء فجأة وعقد ساقيه، ونظر إلى كارلا في غير اكتراث بل أنه كان ممثلاً قديراً فقد قال في شئ من الاهتمام كما لو كان ينهى حديثا بدأ بينهما:
- صدقيني يا صغيرتي أنه ليس هناك ما يمكن عمله.
وتقدمت الأم، ولم تكن قد استبدلت ثيابها وإنما مشطت شعرها وتجملت، وأفرطت في استعمال المساحيق والأصباغ، وسارت نحوهما مترددة، وبدا وجهها في العتمة بجموده وقسماته الغامضة أشبه بقناع من الغباء والحزن.
- هل تأخرت كثيرا؟ .. فيما كنتما تتحدثان؟
أتى ليو بحركة كبيرة من يده وأشار إلى كارلا التي وقفت وسط الغرفة، وقال: كنت أقول لابنتك إنه ليس هناك ما يمكن عمله الليلة، وأننا سنبقى في البيت".
كتب مورافيا عن موقف حيرة الأسرة واقتراب وقت بيع بيتهم:
"لم يفتح أحدهم فمه لمدة وجيزة. كان ليو يدخن في شيء من الندم، والأم تتأمل في حزن أصابعها ذات الأظافر اللامعة. أما كارلا فقد جلست القرفصاء تقريبا وراحت تحاول إضاءة المصباح الذي في الزاوية. وكان ميشيل ينظر إلى ليو، وأخيراً أضيء المصباح وجلست كارلا، وبدأ ميشيل الحديث فقال:
- أنني ذهبت اليوم إلى وكيل أعمال ليو، وقد ألقى على محاضرات لا آخر لها، ويبدو أن أوضح ما في الأمور، أن الرهنية على البيت سينتهي أجلها بعد أسبوع وإنه لابد لنا عندئذ من إخلاء البيت لأنه لا بد من بيعه لسداد ديننا لمسيو ميروميس.
اتسعت عينا الأم وقالت: ولكن ذلك الرجل لا يدري ما يقول، لا ريب أنه يلقى القول على عواهنه ... طالما قلت لكم إنه يضمر لنا الشر.
ساد صمت قطعه ليو أخيراً بأن قال دون أن يرفع عينيه: إن هذا الرجل يقول:
الحقيقة. نظر الجميع إليه، وقالت ماريا غرازيا متوسلة ضامة يديها:
- ولكنك لن تلقى بنا إلى عرض الطريق بالتأكيد .. امنحنا مهلة.
- لقد منحتكم مهلتين قبل ذلك، وفي هذا الكتاب، خاصة وأن مهلة جديدة لن تفيد. كل ما هنالك أن البيع سيتأخر، ولكن لا بد منه.
سألته الأم: وكيف ذلك ؟
رفع ليو رأسه أخيراً وقال: ما لم تجمعي ثمانمائة ألف ليرة فإنني لا أدري كيف يمكنك أن تسددي دينك من غير أن تبيعي البيت.
أدركت الأم، وتفتح أمام عينيها خوف كبير كالهاربة، وشحب لونها ونظرت إلى عشيقها، ولكن ليو اكتفى بأن راح يتأمل سيجاره ولم يبد أية محاولة لطمأنتها
وقالت كارلا: وبمعنى آخر يجب أن نترك هذا البيت وأن نسكن في شقة صغيرة.
أجاب ميشيل: هو هذا
وساد صمت، واتخذ خوف ماريا غرازيا أبعاداً هائلة. لم تحاول أبداً أن تعرف شيئاً عن الفقراء، ولم تحاول أبداً أن تسمع شيئا عنهم، وطالما رفضت التسليم بوجود أشخاص مضطرين إلى عمل شاق وحياة تعسة ... الشعب ؟ .. كانت تكتفى بأن تقول إنهم أسعد منا، فأننا أكثر منهم حساسية وأشد مضاء وذكاء، ومن ثم فاننا نتألم أكثر منهم .. وها هي الآن مضطرة فجأة إلى الاختلاط بهم وزيادة عددهم".
تتطور الأحداث ويكتب مورافيا عن صراع ميشيل مع ليو:
"خرج ميشيل وراح يمشي تتناوبه الأفكار، ويفكر في خير طريقة يقتل بها ليو، وهداه فكره إلى أن خير طريقة هي المسدس، وكان يعرف محلاً لبيع الأسلحة طالما مر به وهو في طريقه إلى ألبيت، فمضى إليه واشترى مسدسًا صغيراً ومعه بعض الطلقات، ثم قطع الطريق إلى بيت ليو وهو يتخيل في ذهنه ما سوف يحدث، سوف يطلق رصاصة من مسدسه على ليو فيرديه قتيلاً، ثم يمضي فيسلم نفسه للبوليس، وسوف تكون محاكمته حديث الناس جميعا فيقولون إنه انتقم لشرفه، وقتل رجلاً أباح لنفسه انتهاك عرض أمه وأخته، ولا ريب أن القضاء لن يدينه عندئذ ... دفع ميشيل الباب في عنف ودخل وهو يقول: كلا .. يجب أن أتحدث إليك اليوم بالذات ... والآن. وقال يحدث نفسه في انفعال غريب: إن كارلا هنا. وعاد يقول وهو يلقى يده على كتف ليو: قل الحقيقة. إنني قطعت عليك خلوتك .. إن معك هنا شخصاً ... أليس كذلك ؟ آه .. آه فتاة جميلة ؟ تحول الرجل إليه وقال في غير إقناع: كلا، لا يوجد أحد إطلاقا. أدرك ميشيل أنه أصاب الهدف، فوضع يده وأمسك المسدس. وعاد ليو يقول وهو يتقدمه إلى غرفة الانتظار: كنت نائماً نوماً عميقاً، وكنت أحلم أحلاماً جميلة، وقد أيقظتني أنت. وقال ميشيل يحدث نفسه: هل أطلق عليه النار في ظهره ؟ كلا .. كلا.
وأخرج المسدس من جيبه وصوبه نحو ليو وهو يقول: سوف أطلق عليه النار بمجرد أن يلتفت إلى. وتقدمه ليو داخل الغرفة، واقترب من المنضدة وأشعل سيجارة واستدار إليه أخيرا، وعندئذ رفع ميشيل يده وأطلق عليه النار وهو يغلى حقداً وغضباً.
ولكن لم يصدر أي دوي ولا أي دخان. أما ليو فقد تملكه الذعر عندما رأى المسدس وارتمى خلف مقعد، وضغط ميشيل على الزناد، وللمرة الثانية ولكن لم يصدر المسدس غير صوت تكة جافة فقال في سره «إنه تعطل»، ورأى ليو يصرخ قائلاً: أنت مجنون. ثم يمسك بمقعد ويرفعه في الهواء كاشفاً بذلك عن كل جسده.
فمد يده إلى الأمام وضغط على الزناد مرة أخرى، ولكن لم يصدر منه أي صوت آخر غير تلك التكة الجافة، وفكر ميشيل مرعوباً: «إن المسدس غير محشو والرصاصات في جيبي»، ووثب جانباً لكي يتحاشى المقعد الذي يهدده به ليو، وأسرع إلى الركن المقابل ورأسه تدور، ولكن ليو قذفه بالمقعد فأصابه في يده وفى ركبته في عنف بحيث أفلت المسدس منه، وكان الألم شديدا فأطبق عينيه ... أحس في غموض أن الحياة لم تقس في حياته كما قست عليه في هذه اللحظة.
يختم مورافيا روايته مع أفكار كارلا وتخيلاتها:
"كانت السماء لا تزال تمطر ... توقفت لهما سيارة أجرة ولم تلبث أن انطلقت بهما، وجلس كل منهما بجوار الآخر في الظلام دون أن ينطق بكلمة، وراحت هزات السيارة تأرجحهما وتجعلهما يصطدمان بعضهما ببعض كدميتين لا حياة فيهما واسترخى ميشيل في ركن من العربة وبدا عليه أنه مستغرق في التفكير، أما كارلا فجلست محنية قليلا وحاولت أن تعرف طريقها ولكن من غير أن تفلح فقد كانت النوافذ مبتلة وتكوم فوقها دخان بارد ولم تستطع أن تتعرف على الطريق .. خيل لها أنها استبعدت عن الأرض هي وأخوها، وأنها سجنت معه في هذا الصندوق المظلم الذي ينقلهما إلى عالم مجهول بكل هذه السرعة. أين ؟ اينتهى بها هذا اليوم ومعه حياتها القديمة إلى سؤال لا جواب له ؟ أن يذهب المرء نهاراً أو ليلاً تحت سيل المطر، أو في وضح النور، وتملكها الخوف وأحسست بالرغبة تدفعها إلى تقريب غايتها وتصغير عالمها وفي أن ترى عالمها كله كما لو كان غرفة ضيفة. وفكرت "سوف أتزوج ليو".

## نقد وتعليقات
قال إدواردو سانغينيتي (أحد المؤلفين الإيطاليين الرئيسيين في النصف الثاني من القرن العشرين): «كتاب يمثل فعل الموت النهائي للفطرة البرجوازية في الأدب الروائي».
ذكر الكاتب الإيطالي «جياكومو ديبنديتي» على موقع دار النشر الإيطالي بومبياني: «يبدأ عصر الرواية المعاصرة في إيطاليا باكتشاف» سفيفو«، وبنشر» اللامبالاة«في عام 1929 والتي تم تعريفها على أنها» رواية كبيرة في الأدب الإيطالي للقرن العشرين«، وبالنسبة للكثيرين، على الرغم من روائع النضج التي ستتبع، يظل الظهور الأول لألبرتو مورافيا، البالغ من العمر 22 عامًا، أفضل أعماله».
كتب موقع مدرسة الأعمال الخاصة في الهند «وي سكول»: «تنتهي الرواية بمشهد رمزي لماريا غرازيا وابنتها كارلا وهما تشاركان في حفلة رقص مقنعة، يعبر القناع عن كل اللامبالاة، واللامبالاة من الشخصيات التي ترتديه. إن شخصيات الرواية تحت رحمة الأحداث تمامًا، غير قادرة على فهم الواقع وتجربته ... ما يصفه لنا مورافيا بشكل موضوعي (وبدون أي مشاركة عاطفية) هو اغتراب حيوي متشابك مع نقص وجودي عميق بنفس القدر في التواصل. الأحداث المروية ترمز إلى طقوس البدء التي تبين لنا الانتقال من عدم نضج المراهقين إلى مرحلة البلوغ، والتي تتبلور في القبول المرير للواقع على ما هو عليه، والتخلي عن الإرادة (والأمل) في التغيير. كارلا هي رمز للانتقال والتكيف التام والكامل، والقناع الذي ترتديه في الرقص يؤكد ذلك تمامًا. ميشيل، الذي يجسد بطريقة ما أخلاق المؤلف، لا يزال في حالة من عدم نضج المراهقين، ويستمر في المحاولات الفاشلة لمعارضة ليو، ويفشل في التكيف مع الواقع. تمتزج موضوعية السرد، بإرادة المؤلف الصريحة، مع الأسلوب المسرحي الذي تقوم عليه الحوارات العديدة في الرواية».
قال الشاعر الإيطالي البريكو سالا: «ألقى مورافيا القصة القاسية لكتابه الأول، وهي قصة تبدو أكثر إلهامًا مما كان يعتقد، لأن المؤلف نفسه لم يدرك على الفور أنه كتب أول كتاب وجودي».
كتبت أليسيا سيكورو، المتخصصة في الأدب الحديث، على موقع الفكر الحر (Libero Pensiero): «في هذه السلاسل القمعية من المشاعر الزائفة، فإن الحماقة الوحيدة هي التي تنتصر: لا شيء قابل للتغيير في الحياة التي يتحول فيها الناس إلى سلع. بهذه الطريقة، تبني مورافيا علاقات معقدة بين الشخصيات المرتبطة على ما يبدو بأقنعتهم المسطحة، لكنهم يخفون عمقًا يتجلى في الافتراء والأفكار المختلة. إنهم أناس يتصرفون في العالم على أنهم غير مبالين ومملين، لكنهم في الواقع من دعاة الشعور بالضيق والقمع».
كتب موقع السمسارا دي ليبري: «تتيح لك قراءة» اللامبالاة«الاستمتاع بأسلوب يعيد تمامًا صورة التعاسة والداخلية المسجونة للشخصيات، وبهذا المعنى تصبح الرواية غذاءً للفكر في العصر الحالي والمشاعر الحالية، حيث ترسم الروح البشرية بعض الأنماط في تصوراتها حتى في فترات تاريخية مختلفة. يمكن لتعميق معرفة هذه الآليات أن يشير إلى طريقة لتقليص الفجوة بين الوجود الداخلي والخارجي، وبعيدًا عن نتائج مورافيا، قم بشكل مستقل بتقييم إمكانية أن تصبح جزءًا نشطًا من التغيير الشخصي والاجتماعي».
كتب موقع البيان في 8 يوليو 2002: «من الروايات الأولى التي تناولت الفلسفة الوجودية، وتحدث فيها عن أسرة من الطبقة المتوسطة دب فيها الفساد الأخلاقي وصورها وهي تمد يد المساعدة إلى الفاشية الإيطالية».
كتبت ريهام عبد الناصر على موقع المرسال: «زمن اللامبالاة من أوائل الروايات في حياة الكاتب الكبير ألبرتو مورافيا حيث قام بكتابتها عام 1929، وتعد من أهم ما كتب ألبرتو مورافيا، فقد تناولت الفلسفة الوجودية والتي ظهرت واضحة من خلال ما قام به من مقارنة بين أسرة تنتمي للطبقة المتوسطة انتشر فيها الفساد الأخلاقي».
كتب موقع (ibs) أي بي إس الإيطالي: «عندما بدأ ألبرتو مورافيا في كتابة هذه التحفة الفنية، كان يافعاً ومن حوله، كانت إيطاليا، التي فرض موسوليني عليها الديكتاتورية، تنسى اندلاع السخط والتمرد الذي نشأ فيه».
كتب موقع «الجزيرة» في 30 سبتمبر 2015: «بلغة بسيطة مباشرة قطعت مع أساليب البلاغة القديمة، وبعيدا عن أشكال الوعظ والإرشاد والنزعات الأخلاقوية الزائفة، عرّى ألبرتو مورافيا واقع البرجوازية الإيطالية، وكشف عن السوس الذي ينخرها وينخر ذوات أفرادها من الداخل. لم يوافق أحد من الناشرين الإيطاليين على طبع الرواية التي بدت بشخوصها وأحداثها وأطرها الزمانية والمكانية الفضفاضة» ضبابا من الكلمات«يسير في صمت وفي إصرار ضد التيار السائد آنذاك، والذي هيمنت عليه وعلى إيطاليا برمتها الحركة الفاشية منذ سنوات العشرين وإلى أواسط الأربعينيات، ومع ذلك، تحدى ألبرتو مورافيا الجميع ونشر عمله على نفقته الخاصة، وكأنما ألقى بفعلته تلك حجر ضخم في بحيرة إيطاليا الراكدة، فقد شكلت الرواية صدمة للقراء ومفاجأة للنقاد، إلى درجة أن أعمال الكاتب اللاحقة ستقاس عليها وستقارن باستمرار بها، بل إن ألبرتو مورافيا سيكشف في مذكراته التي صدرت سنة وفاته بالذات (عام 1990) عن حقيقة قلما أنتبه إليها مؤرخو الأدب، حقيقة أن رواية» اللامبالون«كانت في صميمها وبصرف النظر عن الهواجس الجنسية الطاغية عليها رواية وجودية بامتياز سبقت بزمن غير يسير أعمال الكاتبين الفرنسيين ألبير كامو وجون بول سارتر اللذين اشتهرا بأنهما رائدا الأدب الوجودي، بل أبواه المؤسسان».

## وصلات خارجية
https://www.labibliotecachevorrei.it/gli-indifferenti/ اللامبالاة (رواية)
https://cultura.biografieonline.it/riassunto-gli-indifferenti/ اللامبالاة (رواية)
https://www.goodreads.com/book/show/67201.Gli_indifferenti اللامبالاة (رواية)
https://www.ibs.it/indifferenti-libro-alberto-moravia/e/9788845281471 اللامبالاة (رواية)